# معركة البوباة
معركة البوباة وتسمى أيضا يوم العرج ويسمى كذلك يوم المليح وهي معركة كبيرة وقعت قبل الإسلام بين قبيلة هذيل وقبيلة هوازن في أرض البوباة المعروفة اليوم باسم البهيتة شمال السيل الكبير بالقرب من الطائف. تبعها بعام واحد (معركة الرجيع الأولى).

## أحداث المعركة
خرج بنو كاهل بن عامر من هذيل الى ظاهرة البوباة ومعهم بنو حريث بن سعد من هذيل وهي ديار شمال الطائف طلبا لأثر الامطار فيها فجمعت هوازن جيشا كاملا ورئيسهم حينها مالك بن عوف النصري وعلم ان هذيل في منطقة البوباة عددهم قليل فأقبلت هوازن في جمع كبير حتى وصلوا الى هذيل ودارت بينهم معركة فوصل نداء الحرب الى بني مازن بن معاوية من هذيل وبني قرد بن معاوية من هذيل لينصروهم.

فخرجوا حتى شهدوا ما حدث ففرقوا فريقين فتقدمت بنو مازن من هذيل واتبعوا مخاصر جيش هوازن حتى تقدموهم وقعدوا لهم على (شرف المنقبة) وتأخرت خلفهم بنو قرد حتى اذا اصطمت لهم شرف المنقبة فواجهتهم بنو مازن من أمامهم واتتهم بنو قرد من خلفهم فقتلوا جميع الجيش ولم يفلت وينجو من هوازن أحد الا مالك بن عوف النصري شدا على رجلية ومات كل جيشة. وذكر أبو سعيد الحسن السكري «ان ثنية المنقبة لتسيل بدماء هوازن» وهذا لكثرة القتلى من هوازن. وكان أبو ذؤيب الهذلي حاضرا في المعركة يقاتل ويرجز ويقول.
وقال مالك بن عوف النصري سيد هوازن بعد هزيمته وعودته الى قومة مغتاظا.
وفي هذا اليوم يقول الفارس أبو ذؤيب الهذلي.
قال أبو سعيد السكري في تفسير القصيدة «الأَماثِل الأَشْراف الواحد أَمْثَل» وذاك لمقتل بعض أشراف هوازن في هذا اليوم.

## في القصائد الجاهلية
وقال أبو شهاب المازني الهذلي سيد بني مازن من هذيل عن المعركة.

وقال معقل بن خويلد الهذلي سيد بني سهم بن معاوية من هذيل عن هذا اليوم وكان حاضرا فيها فقال.
وقال مالك بن خالد الخناعي الهذلي. وكان حاضرا المعركة وكانت ثلاث أيام متواصلة.
ومعنى قوله ان الغزو بيننا وبينكم لم يستمر اكثر من ثلاث أيام وذلك يكفي لهزيمتكم فحصل بينهم رد بالشعر وهدد مالك بن عوف بأن يرجع لهم بحرب أخرى فقال مالك بن خالد الخناعي الهذلي يرد عليه.
بمعنى لا تهددنا بالحرب ففي كل مره تأتي لقتالنا سننزلك عن حصانك ونعقره لك وهذا من الاستهزاء به. وتبع يوم البوباة بعام واحد معركة الرجيع.